# Constantin Mavrocordat

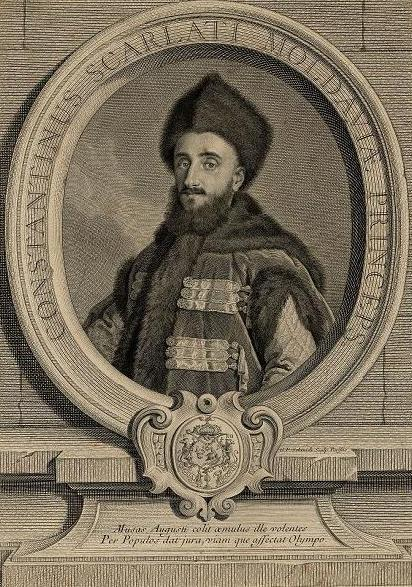
Constantin Mavrocordat

Constantin Mavrocordat (griechisch: Κωνσταντίνος Μαυροκορδάτος; * 27. Februar 1711 in Konstantinopel; † 23. November 1769 in Iași) war sechsmal Gospodar (Fürst) der Walachei und viermal Gospodar von Moldau.

## Leben
Geboren wurde Constantin Mavrocordat in Konstantinopel als Sohn des griechischen Fürsten Nicolae Mavrocordat. Er gehörte zu den Phanarioten, wuchs jedoch in den Donaufürstentümern auf. Wie sein Vater war er äußerst gelehrt und hing den aufklärerischen Ideen des 17. Jahrhunderts an. Mavrocordat war zweimal verheiratet, in erster Ehe mit der 1730 verstorbenen Smaranda Cantacuzino, später mit Ecaterina Rosetti, mit der er drei Söhne hatte.
Fürst wurde er durch die direkte Wahl der Bojaren. Nach zwei kurzen Regierungszeiten in der Walachei versetzte ihn die Hohe Pforte in die Moldau, die viel ärmer als der südliche Nachbar war. Um den Thron in Iași halten zu können, musste er sofort die Abgaben erhöhen, was ihm offensichtlich zuwider war.
Nach zwei Jahren übernahm er erneut das Fürstentum Walachei, wo er nun begann, unter dem Einfluss der österreichischen Reformen in der Kleinen Walachei seinerseits Reformen durchzuführen. Einige indirekte Steuern, wie die Abgaben für die Haltung von Kühen und die Bodensteuer, wurden abgeschafft und dafür eine allgemeine Gebühr von zehn Lei, die in vier Raten zahlbar war, eingeführt. Die leibeigenen Bauern wurden befreit und erhielten das Recht, von einem Gut auf ein anderes umzuziehen. Zudem konnten sie ihre völlige Freiheit vom Gutsherren mit ebenfalls zehn Lei erkaufen. Direkt dem Bojaren gehörende Bauern wurden zu einer Abgabe und zu 12 Arbeitstagen in der Walachei, beziehungsweise 24 Arbeitstagen in Moldau für die Herrschaft im Laufe eines Jahres verpflichtet. Im Gegensatz dazu lag die Zahl dieser Arbeitstage in Nachbarländern wie Siebenbürgen, Polen, Russland und Ostpreußen bei mehreren Arbeitstagen pro Woche. Die Bojaren erhielten dafür eine gewisse Anzahl von Befreiten (im Falle eines Großbojaren waren es 60), welche nur diesen Steuern zu entrichten hatten und von jeglicher Steuer für die Staatskasse befreit waren. In den Verwaltungskreisen wurden verdienstvolle Männer ernannt, die Recht sprechen durften und ausgedehnte Verwaltungsaufgaben übernahmen. Infolge des Russisch-Österreichischen Türkenkrieges von 1736 bis 1739 erreichte Mavrocordat im Frieden von Belgrad die Wiedervereinigung der zuvor österreichischen Kleinen Walachei mit seinem Fürstentum.
Auch in der Moldau wurden dieselben Reformen während seiner Herrschaft dort umgesetzt. Als Fürst versuchte Mavrocordat stets die Lebensbedingungen seiner Untertanen zu verbessern. Zuerst wurde 1746 in der Walachei, 1749 dann auch in der Moldau die Leibeigenschaft (rum: șerbie beziehungsweise iobăgie) aufgehoben. Er kümmerte sich sehr um die wenigen bestehenden Schulen und das Ausbildungsniveau der Popen, die verpflichtend in Schrift und Sprache Rumänisch beherrschen mussten. Auch kirchliche Bücher wurden auf Rumänisch gedruckt.
Im Russisch-Türkischen Krieg von 1768 bis 1774 wurde er im Kampf verwundet, bei Galați gefangen genommen und nach Iași gebracht, wo er am 23. November 1769 verschied.

### Regentschaften
| Walachei                            | Moldau                           |
| ----------------------------------- | -------------------------------- |
| Sept. 1730 bis Okt. 1730            |                                  |
| 24. Okt. 1731 bis 16. April 1733    |                                  |
|                                     | 16. April 1733 bis 26. Nov. 1735 |
| 27. Nov. 1735 bis Sept. 1741        |                                  |
|                                     | Sept. 1741 bis 29. Juni 1743     |
| Juli 1744 bis April 1748            |                                  |
|                                     | April 1748 bis 31. Aug. 1749     |
| ca. 20. Feb. 1756 bis 7. Sept. 1758 |                                  |
| 11. Juni 1761 bis März 1763         |                                  |
|                                     | 29. Juni 1769 bis 23. Nov. 1769  |